# Roswitha Steiner
Pour les articles homonymes, voir Steiner.
Roswitha Steiner, née le 14 juin 1963 à Radstadt, est une skieuse alpine autrichienne.

## Jeux olympiques d'hiver
| Épreuve / Édition | Sarajevo 1984 | Calgary 1988 |
| Slalom            | 4e            | 4e           |

## Championnats du monde
| Épreuve / Édition | Schladming 1982 | Crans Montana 1987 |
| Géant             | 10e             | -                  |
| Slalom            | 7e              | Argent             |

## Coupe du monde
- Meilleur résultat au classement général : 13e en 1988
  - Vainqueur de la coupe du monde de slalom en 1986 et 1988
  - 8 victoires : 8 slaloms

### Différents classements en coupe du monde
| Saison / Épreuve | Saison / Épreuve | Général | Général | Slalom | Slalom | Géant  | Géant  |
| ---------------- | ---------------- | ------- | ------- | ------ | ------ | ------ | ------ |
| Saison / Épreuve | Saison / Épreuve | Class.  | Points  | Class. | Points | Class. | Points |
| 1980             | 1980             | 69e     | 3       | -      | -      | 39e    | 3      |
| 1981             | 1981             | 49e     | 13      | 26e    | 8      | 28e    | 5      |
| 1982             | 1982             | 23e     | 58      | 19e    | 30     | 13e    | 28     |
| 1983             | 1983             | 23e     | 60      | 5e     | 70     | -      | -      |
| 1984             | 1984             | 15e     | 91      | 2e     | 100    | 40e    | 1      |
| 1985             | 1985             | 37e     | 31      | 17e    | 32     | -      | -      |
| 1986             | 1986             | 15e     | 110     | 1er    | 110    | -      | -      |
| 1987             | 1987             | 20e     | 62      | 6e     | 74     | -      | -      |
| 1988             | 1988             | 13e     | 87      | 1er    | 110    | -      | -      |

### Détail des victoires
| Saison / Épreuve | Slalom                                             | Total |
| 1983             | Waterville Valley                                  | 1     |
| 1984             | Piancavallo Jasná                                  | 2     |
| 1986             | Sestrières Maribor Saint-Gervais Waterville Valley | 4     |
| 1988             | Aspen                                              | 1     |
| Total            | 8                                                  | 8     |

## Arlberg-Kandahar
- Meilleur résultat : 2e place dans le slalom 1983-84 à Sestrières